# William Francis Grimes
William Francis Grimes (* 31. Oktober 1905 in Pembrokeshire; † 25. Dezember 1988) war ein walisischer Archäologe. 
Grimes studierte an der University of Wales und blieb später auch als Dozent dieser Universität treu. Als Professor für Archäologie hatte er verschiedene Ämter inne, unter anderem berief man ihn zum Chairman der Royal Commission for Ancient Monuments in Wales. 
Während der 1950er und 1960er Jahre leitete Grimes neben dem Institute of Archaeology auch das Museum of London. In seiner Amtszeit leitete er viele Ausgrabungen in der City of London; sein größter und auch wichtigster Fund dabei war 1954 ein Mithras-Heiligtum. Heute ist eine Rekonstruktion davon an der Queen Victoria Street zu sehen.

## Schriften (Auswahl)
- The megalithic monuments of Wales. In: Proceedings of the Prehistoric Society. NF Bd. 2, 1936, ISSN 0079-497X, S. 106–139, doi:10.1017/S0079497X00021691.
- Guide to the Collection illustrating the Prehistory of Wales. National Museum of Wales u. a., Cardiff 1939, (2nd edition: The prehistory of Wales. ebenda 1951).
- Excavations in the City of London. In: Rupert L. S. Bruce-Mitford (Hrsg.): Recent Archaeological excavations in Britain. Selected excavations 1939–1955. Routledge & Kegan Paul, London 1956, S. 111–144.
- The excavation of Roman and mediaeval London. Routledge & Kegan Paul, London 1968, ISBN 0-7100-2897-0.